# Literatura portuguesa
Es considera literatura portuguesa el conjunt d'escrits en portuguès. La periodització segueix les convencions europees habituals i es pot dividir en tres grans fases: la creació de la llengua, amb els períodes medievals i renaixentista, la decadència dels segles xvii i xviii i la modernitat des del segle xix, en un procés paral·lel al d'altres literatures peninsulars.

## Edat mitjana
La primera literatura va ser escrita en galaicoportuguès i correspon a les cantigues difoses pels trobadors, amb una forta influència provençal. Els poemes més coneguts van ser recollits al Cancioneiro da Ajuda. La cort de Dionís I de Portugal, a semblança de les occitanes, va ser un focus rellevant de creació poètica. Els gèneres més importants són la cantiga d'amigo (de tradició popular, on una dona es dirigeix al seu estimat), cantiga d'amor (poemes d'amor cortès) i la cantiga d'escarnio e maldizer (poemes satírics) i un dels pocs autors coneguts és Martín Codax, ja que la majoria de trobadors escrivien anònimament.
L'èpica no va ser tan conreada i es basa sobretot en versions locals i traduccions dels grans cicles europeus, amb introduccions de passatges clàssics. En prosa també es troben els livros de Linhagens, tractats de genealogia, i alguns sermons religiosos. Dins la crònica històrica, cal fer esment de la figura de Fernão Lopes i de l'anònima Chronica do Condestavel.

## Renaixement

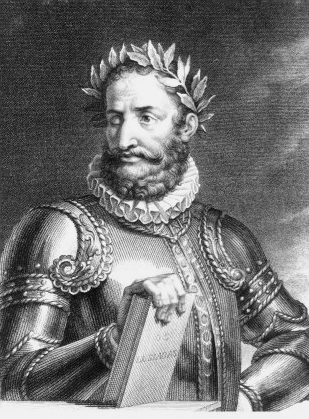
Camões, un dels autors més rellevants en portuguès

Amb el Renaixement sorgeix una llengua culta, allunyada de la parla ordinària, molt llatinitzant. La poesia segueix les influències italianes generals a tot el continent. L'ègloga lloa el paisatge natural portuguès amb autors com Bernardim Ribeiro i les estrofes amoroses tenen al capdavant a Sá de Miranda i António Ferreira. Tota la poesia renaixentista va arribar, però, al seu punt àlgid amb Luís de Camões, considerat un dels autors més rellevants del cànon portuguès (no debades dona nom als Instituto Camões, conjunt d'organismes difusors de la cultura portuguesa a l'exterior). Camões és un gran poeta èpic, la seva obra mestra va ser Els Lusíades, es compon de deu cants, considerada una de les millors epopeies del Renaixement.
João de Barros va escriure a Décadas da Ásia sobre les glòries viatgeres de Portugal, un tema que seria reprès a l'època de l'imperialisme. Altres cronistes de la història local i expansionista són Damião de Gois, Fernão Lopes de Castanheda i Francisco de Andrade.
Gil Vicente va ser el creador de teatre més rellevant, amb obres de tots els gèneres: representacions religioses de fragments bíblics d'influència medievals, versions de clàssics i comèdies modernes, basades en malentesos amorosos i en situacions grotesques.

## Barroc i Neoclassicisme
El barroc suposa una certa decadència per l'impuls de l'espanyol com a llengua de cultura, malgrat la independència que va seguir la revolta de 1640. Aquest declivi va continuar durant el neoclassicisme, amb unes obres molt afectades, seguidores del gust llatí i sense gaires innovacions. Francisco Rodrigues Lobo, per exemple, va continuar escrivint en el gènere pastoral del segle anterior i l'orador António Vieira va seguir els temes de predicació tradicionals.
Teòricament sí que es van fer avenços, gràcies a la creació de les Arcàdies i Acadèmies, que van regular la producció artística i científica, actualitzant metodologia i prescrivint el tipus de llengua que calia emprar. Destaca l'Arcàdia lusitana, que va tenir com a membre més destacat António Dinis da Cruz e Silva, un dels poetes de l'època que va reunir al seu voltant una escola de liristes de renom.

## Segle XIX
Per renovar la literatura calia trencar amb els preceptes puristes i recuperar la llengua d'ús comú, tasques que va iniciar Almeida Garrett, després de conèixer el romanticisme anglès i francès, i que van seguir entre d'altres Castilho. Antero de Quental va reaccionar contra aquesta escola i va conrear una poesia de caràcter pessimista i existencial, un to que va seguir Teófilo Braga, qui va destacar també com a polític.
Alexandre Herculano de Carvalho e Araújo pot ser considerat el fundador de la novel·la històrica portuguesa. En la seva obra Història de Portugal, el primer volum de la qual apareix el 1846, introdueix una historiografia científica a Portugal. Herculano volia introduir una literatura i un pensament de qualitat, va redactar una sèrie de cròniques o reconstruccions de ficció històrica sobre el passat medieval portuguès amb la composició de contextos històrics capaços de generar un sentiment de nacionalitat entre les classes mitjanes lusitanes. Un altre escriptor destacat del romanticisme va ser Camilo Castelo Branco. Però la prosa arriba a la seva esplendor amb el realisme i la figura de José Maria Eça de Queiroz, una altra figura imprescindible del cànon, amb obres com El crim de Mossèn Amaro (1876), El cosí Basílio (1878) i La il·lustre casa dels Ramires (1900).
A cavall entre el segle xix i el XX es troba Fernando Pessoa, possiblement el poeta portuguès més traduït de la història.

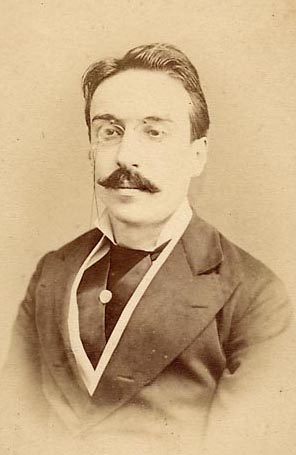
Eça de Queiroz

## Segle XX
Pessoa va basar la seva obra en la invenció d'heterònims o veus poètiques que li van permetre tocar tots els registres de la lírica, renovant la manera d'escriure literatura al seu país (tot i que gran part del seu èxit va ser pòstum). Els seus versos tenen ressons del modernisme, de les avantguardes i del post-romanticisme i van obrir el camí als poetes del segle xx, en la segona meitat del qual la veu més destacada és la de Herberto Helder, tinguda per una de les més originals en llengua portuguesa. En prosa, destaca el Llibre del desassossec (en portuguès, Livro do Desassossego), escrit pel seu semiheterònim Bernardo Soares, una obra inacabada i inacabable, redactada entre el 1913 i el 1935, no es va publicar fins al 1982, un híbrid entre poesia, assaig i narrativa autobiogràfica.
En prosa els autors més rellevants daten de finals de segle: António Lobo Antunes i José Saramago. Ambdós tenen en comú viure fora de Portugal, conrear una novel·la crítica amb la realitat, ser candidats al Premi Nobel de Literatura (Saramago el va guanyar) i comptar amb traduccions als principals idiomes literaris.